# Ионный двигатель
Ионный двигатель — тип электрического ракетного двигателя, принцип работы которого основан на создании реактивной тяги на базе ионизированного газа, разогнанного до высоких скоростей в электрическом поле. Достоинством этого типа двигателей является малый расход топлива и продолжительное время функционирования (максимальный срок непрерывной работы самых современных образцов ионных двигателей составляет более трёх лет).
Недостатком ионного двигателя является ничтожная по сравнению с химическими двигателями тяга. По сравнению с двигателями с ускорением в магнитном слое ионный двигатель обладает большим энергопотреблением при равном уровне тяги. Ионные двигатели используют повышенные напряжения, обладают более сложной схемой и конструкцией, что усложняет решение задачи обеспечения высокой надёжности и электрической прочности двигателя.

## Технические характеристики
Технические характеристики ионного двигателя: потребляемая мощность 1—7 кВт, скорость истечения ионов 20—50 км/с, тяга 20—250 мН, КПД 60—80 %, время непрерывной работы более трёх лет. По состоянию на 2022 год ведётся разработка двигателей с мощностью десятки киловатт и скоростью истечения до 70 км/с.
Ионный двигатель характеризуется малой тягой и высоким удельным импульсом. Ресурс работы оценивается в диапазоне 10 тысяч — 100 тысяч часов. В настоящее время разрабатывается новое поколение ионных двигателей, рассчитанных на расход 450 килограммов ксенона, чего хватит на 22 тысячи часов работы при максимальном форсаже. Причинами отказа могут стать износ ионной оптики, катодной диафрагмы и держателя для плазмы, истощение рабочего материала в каждой катодной вставке и откол материала в разрядной камере. Согласно проведённым тестам при удельном импульсе больше 2000 с первым произойдёт структурный отказ ионной оптики при использовании 750 килограммов топлива, что в 1,7 раза превышает квалификационные требования. При удельном импульсе меньше 2000 с прототип может удвоить расход потребляемого топлива.
Недостаток двигателя в его нынешних реализациях — очень слабая тяга (порядка 50—100 миллиньютонов). Таким образом, нет возможности использовать ионный двигатель для старта с планеты, но, с другой стороны, в условиях небольших потенциалов гравитационных полей, при достаточно долгой работе двигателя, есть возможность разогнать космический аппарат до скоростей, недоступных сейчас никаким другим из существующих видов двигателей.
Ионному двигателю в настоящее время принадлежит рекорд негравитационного ускорения космического аппарата в космосе — Deep Space 1 смог увеличить скорость аппарата массой около 370 кг на 4,3 км/с, израсходовав 74 кг ксенона. Этот рекорд был побит космическим аппаратом Dawn: впервые — 5 июня 2010 года, а к сентябрю 2016 года набрана скорость уже в 39 900 км/ч (11,1 км/с).

## Принцип действия
Принцип работы двигателя заключается в ионизации газа и его разгоне электростатическим полем. При этом, благодаря высокому отношению заряда к массе, становится возможным разогнать ионы до очень высоких скоростей (вплоть до 210 км/с, по сравнению с 3—4,5 км/с у химических ракетных двигателей). Таким образом, в ионном двигателе можно достичь очень большого удельного импульса. Это позволяет значительно уменьшить расход реактивной массы ионизированного газа по сравнению с расходом реактивной массы в химических ракетах, но требует больших затрат энергии.
В существующих реализациях ионного двигателя в качестве источника энергии, необходимой для ионизации топлива, используются солнечные батареи.
Рабочим телом, как правило, является ионизированный инертный газ (аргон, ксенон и т. п.), но иногда и ртуть.
В ионизатор подаётся топливо, которое само по себе нейтрально, но при бомбардировании высокоэнергетическими электронами ионизируется. Таким образом, в камере образуется смесь из положительных ионов и отрицательных электронов. Для «отфильтровывания» электронов в камеру выводится трубка с катодными сетками, которая притягивает к себе электроны. Положительные ионы притягиваются к системе извлечения, состоящей из двух или трёх сеток. Между сетками поддерживается большая разница электростатических потенциалов (+1090 Вольт на внутренней против -225 Вольт на внешней). В результате попадания ионов между сетками, они разгоняются и выбрасываются в пространство, ускоряя корабль, согласно третьему закону Ньютона. Электроны, пойманные в катодную трубку, выбрасываются из двигателя под небольшим углом к соплу и потоку ионов. Это делается, во-первых, для того, чтобы корпус корабля оставался нейтрально заряженным, а во-вторых, чтобы ионы, «нейтрализованные» таким образом, не притягивались обратно к кораблю.

## История
Ионный двигатель является первым хорошо отработанным на практике типом электрического ракетного двигателя. Концепция ионного двигателя была выдвинута в 1917 году Робертом Годдардом, а в 1954 году Эрнст Штулингер детально описал эту технологию, сопроводив её необходимыми вычислениями. В 1929 году будущий академик космонавтики Валентин Петрович Глушко защищал диплом в Ленинградском университете по теме «Гелиоракетоплан для межпланетных перелётов». Основу гелиоракетоплана составляли электрореактивный (ионный) двигатель и огромная солнечная батарея диаметром 20 м.
В 1955 году Алексей Иванович Морозов написал, а в 1957 году опубликовал в ЖЭТФ статью «Об ускорении плазмы магнитным полем». Это дало толчок к исследованиям, и уже в 1964 году на советском аппарате «Зонд-2» первым таким устройством, выведенным в космос, стал плазменно-эрозионный двигатель конструкции А. М. Андрианова. Он работал в качестве двигателя ориентации с питанием от солнечных батарей.
Первый американский функционирующий ионный электростатический двигатель (создан в США в НАСА John H. Glenn Research Center at Lewis Field) был построен под руководством Гарольда Кауфмана в 1959 году.
В 1964 году прошла первая успешная демонстрация ионного двигателя в суборбитальном полёте (SERT-1). Двигатель успешно работал в течение запланированной 31 минуты.
В 1970 году прошло испытание, призванное продемонстрировать эффективность долговременной работы ртутных ионных электростатических двигателей в космосе (SERT II). Малая тяга и низкий КПД надолго отвадили американских конструкторов от применения электрических и ионных двигателей.
Тем временем в Советском Союзе продолжалась разработка и улучшались характеристики. Были разработаны и применялись различные типы ионных двигателей на различных типах космических аппаратов. Двигатели СПД-25 тягой 25 миллиньютон, СПД-100, и другие серийно устанавливались на советские спутники с 1982 года.
В качестве основного (маршевого) двигателя ионный двигатель был впервые применён на космическом аппарате Deep Space 1 (первый запуск двигателя — 10 ноября 1998 г.).
Следующими аппаратами стали европейский лунный зонд Смарт-1 (запущен 28 сентября 2003 года) и
японский аппарат Хаябуса, запущенный к астероиду Итокава в мае 2003 года.
Следующим аппаратом НАСА, обладающим маршевыми ионными двигателями, стала (после ряда замораживаний и возобновления работ) АМС Dawn, которая стартовала 27 сентября 2007 года. Dawn предназначен для изучения астероида Веста и карликовой планеты Цереры и несёт три двигателя NSTAR, успешно испытанных на Deep Space 1.
Европейское космическое агентство установило ионный двигатель на борту спутника GOCE, запущенного 17 марта 2009 года на сверхнизкую околоземную орбиту высотой около 260 км. Ионный двигатель создаёт в постоянном режиме импульс, компенсирующий атмосферное трение и другие негравитационные воздействия на спутник.

## Миссии
Сфера применения ионного двигателя: управление ориентацией и положением на орбите искусственных спутников Земли (некоторые спутники оснащены десятками маломощных ионных двигателей) и использование в качестве главного тягового двигателя небольших автоматических космических станций.

### Действующие миссии
- Starlink — проект американской компании SpaceX по выведению спутников на околоземную орбиту для создания глобальной сети интернет; технология используется для маневрирования спутников и избежания их столкновения с космическим мусором[источник не указан 2239 дней].
- Artemis[17]
- Хаябуса-2
- BepiColombo. Запущен 20 октября 2018 года. ЕКА использует ионный двигатель в этой меркурианской миссии, наряду с гравитационными манёврами и химическим двигателем для перехода на орбиту вокруг Меркурия в качестве искусственного спутника[17]. На аппарате работают самые мощные на сегодняшний день 4 ионных двигателя суммарной тягой 290 мН[18].
- Тяньхэ — базовый модуль Китайской космической станции, запущенный 29 апреля 2021, имеет 4 ионных двигателя для коррекции орбиты[19].

### Завершённые миссии
- SERT (англ. Space Electric Rocket Test, рус. Тест Космического Электрического Двигателя — программа NASA, в которой на спутниках впервые был использован ионный двигатель)
- Deep Space 1
- Hayabusa (вернулся на Землю 13 июня 2010 года)
- Smart 1 (завершил миссию 3 сентября 2006 года, после чего был сведён с орбиты)
- GOCE (после исчерпания запасов рабочего тела сошёл с орбиты)
- LISA Pathfinder (ЕКА) использовал ионные двигатели в качестве вспомогательных для точного контроля высоты; деактивирован 30 июня 2017.
- Dawn. 1 ноября 2018 года аппарат исчерпал все запасы топлива для маневрирования и ориентации, его миссия, длившаяся 11 лет, была официально завершена.

### Планируемые миссии
- Международная космическая станция (МКС): по состоянию на март 2011 года планировалась доставка на МКС электромагнитного двигателя (VASIMR) Ad Astra VF-200 с мощностью в 200 кВт VASIMR. VF-200 представляет собой версию VX-200[20]. Поскольку доступная электрическая мощность на МКС меньше 200 кВт, проект ISS VASIMR включал в себя систему батарей, которая накапливала энергию для 15 минут работы двигателя.
- Solar Orbiter.
- Ядерная энергодвигательная установка мегаваттного класса.

### Нереализованные миссии
НАСА ввело проект «Прометей», для которого разрабатывался мощный ионный двигатель, питающийся электричеством от бортового ядерного реактора. Предполагалось, что такие двигатели в количестве восьми штук могли бы разогнать аппарат до 90 км/с. Первый аппарат этого проекта — Jupiter Icy Moons Explorer — планировалось отправить к Юпитеру в 2017 году, однако разработка этого аппарата была приостановлена в 2005 году из-за технических сложностей; в 2005 году программа была закрыта. В настоящее время идёт поиск более простого проекта АМС для первого испытания по программе «Прометей».

### Проект Джефри Лэндиса
Джефри Лэндис предложил проект межзвёздного зонда с ионным двигателем, получающим энергию через лазер от базовой станции, что даёт некоторое преимущество по сравнению с чисто космическим парусом. В настоящее время данный проект неосуществим из-за технических ограничений — например, он потребует силы тяги от ионных двигателей в 1570 Н при нынешних 20—250 мН (по другим данным рекорд тяги у современных ионных двигателей 5,4 Н).

## В культуре
Впервые ионный двигатель появился в фантастике в 1910 году — в романе Дональда В. Хорнера «Аэроплан к солнцу: приключения авиатора и его друзей».
Ионный двигатель широко представлен в фантастической литературе, компьютерных играх и кинематографе (так, в «Звёздных войнах» экономичный ионный двигатель развивает скорость до трети световой и используется для перемещения в обычном пространстве на небольшие по космическим меркам расстояния — например, в пределах планетарной системы), но для практической космонавтики стал доступен только во второй половине XX века.
Реальный ионный двигатель по своим техническим характеристикам (и в первую очередь по силе тяги) значительно уступает своим литературным прообразам (так, Эдгард Чуэйри образно сравнивает ионный двигатель с автомобилем, которому нужно двое суток для разгона с 0 до 100 км/ч).